# Husförhörslängd

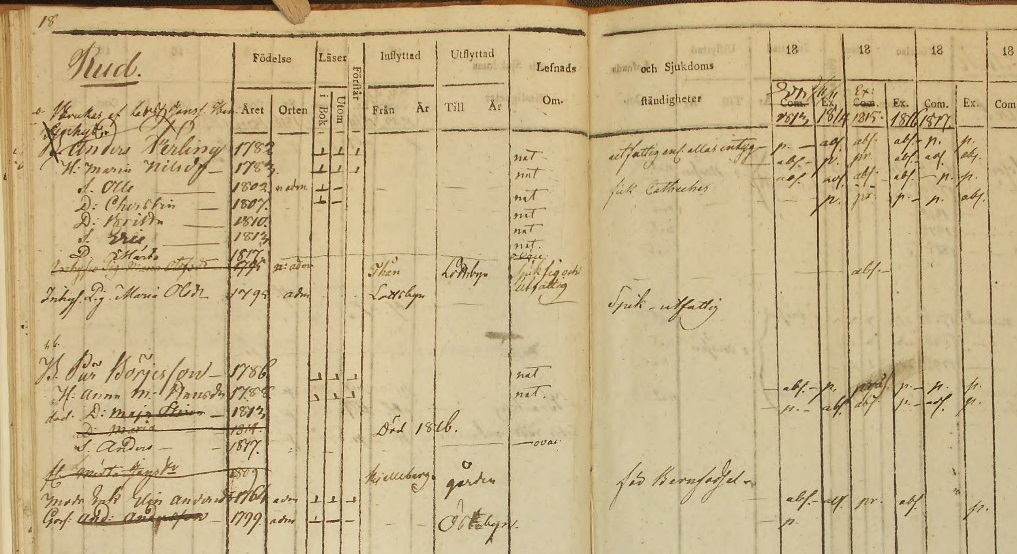
Husförhörslängd, 1870-talet.

Husförhörslängden är en kyrkobok med uppgifter om alla invånarna i en församling, inrättad enligt 1686 års kyrkolag. Dessa blev vanliga från andra delen av 1700-talet, undantagsvis finns det husförhörslängder från 1600-talet. Syftet var i främsta hand att upprätthålla folkbokföring. Den blev också ett hjälpmedel i kyrkans kontroll över församlingsbornas läsfärdighet och katekeskunskaper. De fördes endast i Sverige och Finland.
Husförhörslängden fördes av prästen i varje församling. Den kunde vara uppdelad i flera böcker om församlingen var stor. Boken var oftast uppdelad efter eventuella roten, därefter i bokstavsordning efter stadsförsamlingarnas kvartersnamn och landsbygdens bynamn och bruksorter, därefter i nummerordning efter fastigheter (gårdar eller torp), en per sida, och eventuellt efter familjer. Varje individ hade en rad i boken. Den sträckte sig vanligen 5 till 10 år.
Husförhörslängden kom för staten även att spela en fiskal roll och hade en betydande kontrollaspekt, bland annat när det kom till den militära utskrivningen. Ytterligare en betydelse fick husförhörslängden 1812, då den började användas vid kontroll av mantalslängden.
Innehållet i boken varierade med tiden, platsen och prästen. Innehållet kunde vara:
- namnet på gården, roten, skattekraften
- namn på hushållets medlemmar inklusive eventuella pigor och drängar (födelseort, år och datum)
- betyg för katekeskunskap samt (ibland) notiser om läs- eller skrivkunnighet, även innan folkskolan infördes 1842.
- redovisning av nattvard samt husförhör
- inflyttad från/utflyttad till ort och datum
- dödsår (datum)
- vigsel
- vandel (till exempel tjuv eller oäkta om barn). Ibland förekommer även noteringar om personliga drag som prästen hade lagt märke till.
- vaccinerad mot smittkoppor
- värnpliktsnotering (kan användas för vidare forskning hos Krigsarkivet).

Husförhörslängden kan ses som en sammanfattning av andra böcker. Längderna är en viktig resurs för släktforskare och lokalhistoriker genom sina data om befolkningen på mikronivå och utöver rent demografiska notiser som födelse- och dödsår.
År 1895 ersattes husförhörslängden av en församlingsbok. Här fanns fortfarande anteckningar om religion, som till exempel deltagande i nattvarden och kunskaper i kristendom. 
Ett komplement till husförhörslängden var kommunionlängden. I Finland motsvaras dessa båda böcker av kommunionboken.